# Mistrzostwa Europy U-19 w Piłce Nożnej 2025
Mistrzostwa Europy U-19 w Piłce Nożnej 2025 – dwudziesty drugi turniej Mistrzostw Europy U-19. Po raz drugi wydarzenie to rozgrywane jest w Rumunii. Rozpoczęło się ono 13 czerwca, a zakończyło 26 czerwca 2025 roku.
W turnieju mogli wystąpić jedynie zawodnicy, którzy nie ukończyli 19. roku życia.

## Zakwalifikowane zespoły
Do finałowego turnieju zakwalifikowało się 8 drużyn. Oprócz Rumunii, która ma zapewniony start jako gospodarz, 7 innych zespołów uzyskało kwalifikację poprzez eliminacje.
| Reprezentacja   | Sposób kwalifikacji | Ostatni występ w ME U-19 | Najlepszy wynik w ME U-19                                          | Wynik        |
| --------------- | ------------------- | ------------------------ | ------------------------------------------------------------------ | ------------ |
| Rumunia U-19    | gospodarz           | 2022                     | Faza grupowa (2011, 2022)                                          | Półfinał     |
| Dania U-19      | Zwycięzca Grupy A1  | 2024                     | Faza grupowa (2024)                                                | Faza grupowa |
| Czarnogóra U-19 | Zwycięzca Grupy A2  | debiutant                | debiutant                                                          | Faza grupowa |
| Holandia U-19   | Zwycięzca Grupy A3  | 2017                     | Półfinał (2017)                                                    | Mistrzostwo  |
| Norwegia U-19   | Zwycięzca Grupy A4  | 2024                     | Półfinał (2023)                                                    | Faza grupowa |
| Hiszpania U-19  | Zwycięzca Grupy A5  | 2024                     | Mistrzostwo (2002, 2004, 2006, 2007, 2011, 2012, 2015, 2019, 2024) |              |
| Niemcy U-19     | Zwycięzca Grupy A6  | 2017                     | Mistrzostwo (2008, 2014)                                           | Półfinał     |
| Anglia U-19     | Zwycięzca Grupy A7  | 2022                     | Mistrzostwo (2017, 2022)                                           | Faza grupowa |

## Miasta i stadiony
Na podstawie:
| BukaresztVoluntariPloeszti | Bukareszt                   | Bukareszt                 |
| -------------------------- | --------------------------- | ------------------------- |
| BukaresztVoluntariPloeszti | Stadionul Rapid-Giulești    | Stadionul Arcul de Triumf |
| BukaresztVoluntariPloeszti | Pojemność: 14 047           | Pojemność: 8 155          |
| BukaresztVoluntariPloeszti |                             |                           |
| BukaresztVoluntariPloeszti | Voluntari                   | Ploeszti                  |
| BukaresztVoluntariPloeszti | Stadionul Anghel Iordănescu | Stadionul Ilie Oană       |
| BukaresztVoluntariPloeszti | Pojemność: 4 600            | Pojemność: 15 073         |
| BukaresztVoluntariPloeszti |                             |                           |

## Kwalifikacje
W kwalifikacjach brały udział 53 reprezentacje, czyli wszystkie oprócz Rumunii, która jest gospodarzem turnieju, oraz zdyskwalifikowanej Rosji. Portugalia zaczynała od rundy elitarnej. W I rundzie drużyny były podzielone na 13 grup, po 4 drużyny każda. Zostały rozegrane miniturnieje, które wyłoniły 26 drużyn, które, obok Portugalii wystąpią w rundzie elitarnej. W tej rundzie zespoły zostały podzielone na 7 grup - 5 czterozespołowych i 2 trzyzespołowe. Zwycięzcy tych grup awansowali do turnieju finałowego.

## Faza grupowa
Legenda
|  | Awans do fazy pucharowej. |
|  | Odpadnięcie z turnieju.   |

Gdy dwie lub więcej drużyn zakończyło fazę grupową z taką samą liczbą punktów, o kolejności w tabeli decydowały:
1. punkty zdobyte w meczach pomiędzy danymi drużynami;
2. bilans bramkowy pomiędzy danymi drużynami;
3. liczba goli zdobytych w fazie grupowej pomiędzy danymi drużynami;
4. bilans bramkowy;
5. liczba goli zdobytych w fazie grupowej;
6. klasyfikacja fair play;
7. losowanie.

Pogrubieniem oznaczono drużyny, które wywalczyły awans do półfinału.

### Grupa A
| Lp. | Drużyna             | M | Mecze | Mecze | Mecze | Bramki | Bramki | Bramki | Pkt |
| Lp. | Drużyna             | M | W     | R     | P     | +      | −      | +/−    | Pkt |
| --- | ------------------- | - | ----- | ----- | ----- | ------ | ------ | ------ | --- |
| 1.  | Hiszpania U-19 (A)  | 3 | 3     | 0     | 0     | 9      | 1      | +8     | 9   |
| 2.  | Rumunia U-19 (A, H) | 3 | 2     | 0     | 1     | 6      | 4      | +2     | 6   |
| 3.  | Dania U-19 (E)      | 3 | 1     | 0     | 2     | 5      | 4      | +1     | 3   |
| 3.  | Czarnogóra U-19 (E) | 3 | 0     | 0     | 3     | 1      | 12     | −11    | 0   |

| 13 czerwca 2025 17:00 CEST | Hiszpania U-19 · Merino 45' | 1:0(1:0)Raport | Dania U-19 | Stadionul Rapid-Giulești, Bukareszt Widzów: 731 Sędzia: Lothar D'Hondt |
|                            |                             |                |            |                                                                        |

| 13 czerwca 2025 20:00 CEST | Rumunia U-19 · Marincău 63' · Barbu 90' | 2:1(0:1)Raport | Czarnogóra U-19 · 13' Vlahović | Stadionul Arcul de Triumf, Bukareszt Widzów: 2934 Sędzia: Menelaos Antoniou |
|                            |                                         |                |                                |                                                                             |

| 16 czerwca 2025 17:00 CEST | Dania U-19 · Berthelsen 9' · Themsen 32', 52' · Agyekum 68', 74' | 5:0(2:0)Raport | Czarnogóra U-19 | Stadionul Rapid-Giulești, Bukareszt Widzów: 389 Sędzia: Antoni Bandić |
|                            |                                                                  |                |                 |                                                                       |

| 16 czerwca 2025 20:00 CEST | Rumunia U-19 · Szimionaș 49' | 1:3(0:1)Raport | Hiszpania U-19 · 3' Cordero · 67' Martín · 73' Monserrate | Stadionul Anghel Iordănescu, Voluntari Widzów: 3764 Sędzia: Rob Hennessy |
|                            |                              |                |                                                           |                                                                          |

| 19 czerwca 2025 19:00 CEST | Czarnogóra U-19 | 0:5(0:4)Raport | Hiszpania U-19 · 14', 28', 65' Junyent · 16' Virgili · 35' Huestamendia | Stadionul Ilie Oană, Ploeszti Widzów: 1594 Sędzia: Menelaos Antoniou |
|                            |                 |                |                                                                         |                                                                      |

| 19 czerwca 2025 19:00 CEST | Dania U-19 | 0:3(0:1)Raport | Rumunia U-19 · 34' Guțea · 58' Barbu · 77' Vermeșan | Stadionul Arcul de Triumf, Bukareszt Widzów: 6133 Sędzia: Andrea Colombo |
|                            |            |                |                                                     |                                                                          |

### Grupa B
| Lp. | Drużyna           | M | Mecze | Mecze | Mecze | Bramki | Bramki | Bramki | Pkt |
| Lp. | Drużyna           | M | W     | R     | P     | +      | −      | +/−    | Pkt |
| --- | ----------------- | - | ----- | ----- | ----- | ------ | ------ | ------ | --- |
| 1.  | Holandia U-19 (A) | 3 | 3     | 0     | 0     | 9      | 2      | +7     | 9   |
| 2.  | Niemcy U-19 (A)   | 3 | 1     | 1     | 1     | 7      | 9      | −2     | 4   |
| 3.  | Anglia U-19 (E)   | 3 | 0     | 2     | 1     | 8      | 10     | −2     | 2   |
| 4.  | Norwegia U-19 (E) | 3 | 0     | 1     | 2     | 2      | 5      | −3     | 1   |

| 14 czerwca 2025 16:00 CEST | Anglia U-19 · Watson 11' · Moore 80' | 2:2(1:2)Raport | Norwegia U-19 · 18' Røssing-Lelesiit · 45' Granaas | Stadionul Ilie Oană, Ploeszti Widzów: 1433 Sędzia: Antoni Bandić |
|                            |                                      |                |                                                    |                                                                  |

| 14 czerwca 2025 19:00 CEST | Niemcy U-19 | 0:3(0:1)Raport | Holandia U-19 · 43', 90+1' Oufkir · 90+4' Smit | Stadionul Anghel Iordănescu, Voluntari Widzów: 783 Sędzia: Javier Alberola Rojas |
|                            |             |                |                                                |                                                                                  |

| 17 czerwca 2025 16:00 CEST | Norwegia U-19 | 0:2(0:0)Raport | Holandia U-19 · 65' Smit · 83' Konadu | Stadionul Ilie Oană, Ploeszti Widzów: 683 Sędzia: Lothar D'Hondt |
|                            |               |                |                                       |                                                                  |

| 17 czerwca 2025 19:00 CEST | Niemcy U-19 · Darvich 7' · El Mala 31', 48' · Moerstedt 42' · Wurm 44' | 5:5(4:1)Raport | Anglia U-19 · 35' King · 52' Wheatley · 55' Russell-Denny · 61' Abbott · 63' Derry | Stadionul Arcul de Triumf, Bukareszt Widzów: 1104 Sędzia: Andrea Colombo |
|                            |                                                                        |                |                                                                                    |                                                                          |

| 20 czerwca 2025 19:00 CEST | Holandia U-19 · Smit 22' · Redmond 35', 69' · Vennegoor of Hesselink 42' | 4:2(3:0)Raport | Anglia U-19 · 52' Wheatley · 90+3' Derry | Stadionul Rapid-Giulești, Bukareszt Widzów: 738 Sędzia: Rob Hennessy |
|                            |                                                                          |                |                                          |                                                                      |

| 20 czerwca 2025 19:00 CEST | Norwegia U-19 · Granaas 72' | 1:2(0:0)Raport | Niemcy U-19 · 85' Ouédraogo · 90+1' El Mala | Stadionul Anghel Iordănescu, Voluntari Widzów: 312 Sędzia: Javier Alberola Rojas |
|                            |                             |                |                                             |                                                                                  |

## Faza pucharowa
W fazie pucharowej uczestniczą 4 zespoły, które awansowały z fazy grupowej. Rozegrane zostaną półfinały. Zwycięzcy zagrają o tytuł mistrzowski. W każdym ze spotkań fazy pucharowej mecz zakończony w regulaminowym czasie remisem musi być rozstrzygnięty poprzez serię rzutów karnych.
|  |                       |                  |               |                       |   |                |                |       |
|  | Półfinał              | Półfinał         | Półfinał      |                       |   | Finał          | Finał          | Finał |
|  | Półfinał              | Półfinał         | Półfinał      |                       |   | Finał          | Finał          | Finał |
|  | 23 czerwca, Bukareszt |                  |               |                       |   |                |                |       |
|  |                       |                  |               |                       |   |                |                |       |
|  | Hiszpania U-19 *      | Hiszpania U-19 * | 6             |                       |   |                |                |       |
|  | Hiszpania U-19 *      | Hiszpania U-19 * | 6             | 26 czerwca, Bukareszt |   |                |                |       |
|  | Niemcy U-19           | Niemcy U-19      | 5             |                       |   |                |                |       |
|  | Niemcy U-19           | Niemcy U-19      | 5             |                       |   | Hiszpania U-19 | Hiszpania U-19 | 0     |
|  | 23 czerwca, Bukareszt |                  |               |                       |   | Hiszpania U-19 | Hiszpania U-19 | 0     |
|  |                       |                  | Holandia U-19 | Holandia U-19         | 1 |                |                |       |
|  | Holandia U-19         | Holandia U-19    | Holandia U-19 | Holandia U-19         | 1 | 3              |                |       |
|  | Holandia U-19         | Holandia U-19    |               |                       |   |                |                |       |
|  | Rumunia U-19          | Rumunia U-19     | 1             |                       |   |                |                |       |
|  | Rumunia U-19          | Rumunia U-19     | 1             |                       |   |                |                |       |

UWAGA: W nawiasach podane są wyniki po rzutach karnych.

### Półfinały
| 23 czerwca 2025 17:00 CEST | Hiszpania U-19 · García 61', 90+1', 90+5', 119' · Marqués 97' · Virgili 113' | 6:5 dogr.(0:1, 3:3, 4:4)Raport | Niemcy U-19 · 24', 104', 107' Moerstedt · 78' El Mala · 90+9' (sam.) Cuenca | Stadionul Arcul de Triumf, Bukareszt Sędzia: Lothar D'Hondt |
|                            |                                                                              |                                |                                                                             |                                                             |

| 23 czerwca 2025 20:00 CEST | Holandia U-19 · Konadu 36' · Smit 42' · Sliti 53' | 3:1(2:0)Raport | Rumunia U-19 · 68' Barbu | Stadionul Rapid-Giulești, Bukareszt Sędzia: Andrea Colombo |
|                            |                                                   |                |                          |                                                            |

### Finał
| 26 czerwca 2025 20:00 CEST | Hiszpania U-19 | 0:1(0:0)Raport | Holandia U-19 · 63' (sam.) Jiménez | Stadionul Rapid-Giulești, Bukareszt Sędzia: Rob Hennessy |
|                            |                |                |                                    |                                                          |

HOLANDIA
 PIERWSZY TYTUŁ

## Strzelcy
Bramki z serii rzutów karnych nie są wliczane do klasyfikacji strzelców.

### 4 gole
- Pablo García
- Kees Smit
- Said El Mala
- Max Moerstedt

### 3 gole
- Quim Junyent
- David Barbu

### 2 gole
- Jesse Derry
- Ethan Wheatley
- Jonathan Agyekum
- Mike Themsen
- Jan Virgili
- Don-Angelo Konadu
- Ayoub Oufkir
- Zépiqueno Redmond
- Sondre Granaas

### 1 gol
- Zach Abbott
- Joshua King
- Mikey Moore
- Reiss-Alexander Russell-Denny
- Tom Watson
- Vuk Vlahović
- Villum Berthelsen
- Antonio Cordero
- Peio Huestamendia
- Jon Martín
- Tommy Marqués
- Alejandro Monserrate
- Izan Merino
- Aymen Sliti
- Lucas Vennegoor of Hesselink
- Noah Darvich
- Assan Ouédraogo
- Leopold Wurm
- Alexander Røssing-Lelesiit
- Remus Guțea
- Emanuel Marincău
- Ioan Vermeșan
- Luca Szimionaș

### Gole samobójcze
- Andrés Cuenca (dla Niemiec)
- Raúl Jiménez (dla Holandii)

## Klasyfikacja końcowa
| Miejsce                        | Reprezentacja   | Punkty | Bramki +/− | Bramki zdobyte |
| ------------------------------ | --------------- | ------ | ---------- | -------------- |
| Strefa medalowa                |                 |        |            |                |
| złoto                          | Holandia U-19   | 15     | +10        | 13             |
| srebro                         | Hiszpania U-19  | 12     | +8         | 15             |
| brąz                           | Rumunia U-19    | 6      | 0          | 7              |
| brąz                           | Niemcy U-19     | 4      | -3         | 12             |
| Wyeliminowane w fazie grupowej |                 |        |            |                |
| 5.                             | Dania U-19      | 3      | +1         | 5              |
| 6.                             | Anglia U-19     | 2      | -2         | 8              |
| 7.                             | Norwegia U-19   | 1      | -3         | 2              |
| 8.                             | Czarnogóra U-19 | 0      | -11        | 1              |